# Diena
Diena (deutsch: Der Tag) ist eine der auflagenstärksten Tageszeitungen Lettlands. Das Blatt erscheint seit dem 23. November 1990. Die Chefredakteurin von 1992 bis 2008 war Sarmīte Ēlerte (vom 3. November 2010 bis 25. Oktober 2011 Kulturministerin im Kabinett Dombrovskis II). Bis 1999 gab es neben der lettischen auch eine russische Ausgabe, die aufgrund mangelnder Nachfrage eingestellt werden musste.
2002 wurde die Zeitung zu einer Geldstrafe verurteilt, weil sie 1998 in mehreren Artikeln den damaligen Wirtschaftsminister Laimonis Strujēvičs kritisiert hatte. Die Geldstrafe wurde 2007 vom Europäischen Gerichtshof für ungesetzlich erklärt.
Die Zahl der Abonnements sank von 41.471 im Jahr 2000 auf 30.774 im Januar 2009. Der lettische Geschäftsmann Viesturs Koziols kaufte 2010 51 % der Geschäftsanteile; daraufhin verließ ein Großteil der Redakteure das Unternehmen und gründete die unabhängige Wochenzeitschrift ir. 2013 lag die Zahl der Diena-Abonnements bei rund 20.000.